# Glossocardia agassizii
Glossocardia agassizii is een tweekleppigensoort uit de familie van de Glossidae. De wetenschappelijke naam van de soort is voor het eerst geldig gepubliceerd in 1886 door Dall.